# Guácimo
Guácimo è un distretto della Costa Rica, capoluogo del cantone omonimo, nella provincia di Limón.